# И̃
Cette page contient des caractères spéciaux ou non latins. S’ils s’affichent mal (▯, ?, etc.), consultez la page d’aide Unicode.
Le i tilde (capitale И̃, minuscule и̃) est une lettre de l'alphabet cyrillique, composée du И (i cyrillique) et du tilde. Elle a été utilisée en khinalug.

## Utilisation
Le i tilde ‹ и̃ › a été utilisé dans l’écriture du khinalug, notamment dans la grammaire khinalug de Decheriev publiée en 1959,.

## Représentations informatiques
Le i tilde peut être représenté avec les caractères Unicode suivants :
- décomposé (cyrillique, diacritiques) :

| formes    | représentations | chaînes de caractères | points de code | descriptions                                    |
| --------- | --------------- | --------------------- | -------------- | ----------------------------------------------- |
| capitale  | И̃               | И◌̃                    | U+0418 U+0303  | lettre majuscule cyrillique i diacritique tilde |
| minuscule | и̃               | и◌̃                    | U+0438 U+0303  | lettre minuscule cyrillique i diacritique tilde |